# Kunekune
De kunekune is een klein tot middelgroot varkensras uit Nieuw-Zeeland.
De varkens zijn harig, rond en kunnen lellen onder hun bek hebben. Er komen veel kleuren voor, van zwart en wit tot gember, crème, bruin, black-and-tan en bont.
Ze hebben een vriendelijk, volgzaam karakter en zijn geschikt als huisdier.

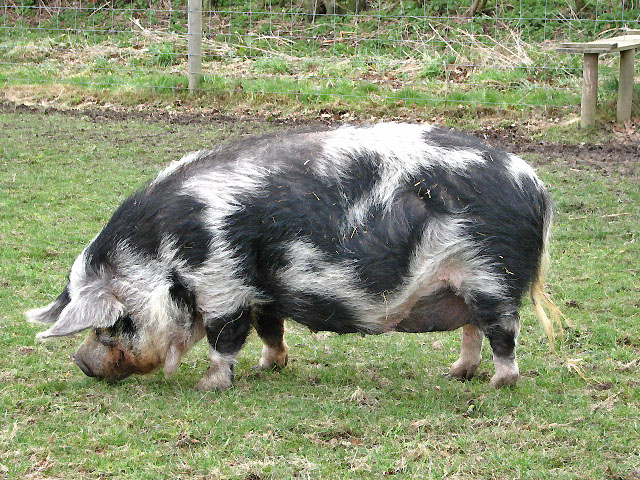